# Cardinalul (film din 2019)
Cardinalul este un film românesc istoric biografic din 2019 regizat de Nicolae Mărgineanu despre viața episcopului Iuliu Hossu. Rolurile principale au fost interpretate de actorii Radu Botar, Ioan Andrei Ionescu, Richard Bovnoczki și Cristi Iacob. A avut premiera la 9 noiembrie 2019.
A fost produs și distribuit de Ager Film.

## Distribuție
- Radu Botar — Iuliu Hossu, episcop greco-catolic de Cluj-Gherla (1917–1970)
- Ioan Andrei Ionescu — căpitanul Argeșanu, fiu de preot ortodox, anchetatorul șef de la închisoarea Sighet
- Richard Bovnoczki — Enache Viziran, funcționarul poștal cu preocupări poetice, coleg de celulă al episcopului Hossu
- Cristian Iacob — Samoil Mârza, fotograful Marii Adunări Naționale de la Alba Iulia
- Alexandru Repan — Iuliu Maniu, președintele PNȚ, prim-ministru al României (1928–1930, 1932–1933)
- Maria Ploae — Otilia, sora directorului închisorii Sighet, soția unui miner din Cavnic
- Remus Mărgineanu — Valer Traian Frențiu, episcop greco-catolic de Lugoj (1912–1922) și Oradea (1922–1952)
- Mircea Andreescu — Alexandru Rusu, episcop greco-catolic de Maramureș (1930–1963)
- Radu Bânzaru — directorul închisorii Sighet
- Ovidiu Crișan — colonelul Gavrilov, ofițerul politic al închisorii Sighet
- Marius Chivu — gardianul șef de la penitenciarul Sighet
- Marius Damian — funcționarul registrator de la penitenciarul Sighet
- Cuzin Toma — sergentul gardian
- Ioachim Ciobanu — gardianul Chițu
- Ionuț Caras — Ioan Suciu, administrator apostolic al Arhidiecezei de Alba Iulia și Făgăraș
- Constantin Florescu — Tit Liviu Chinezu, episcop auxiliar de Alba Iulia și Făgăraș
- Alecsandru Dunaev — preotul Emilian Radu, coleg de celulă al episcopului Hossu
- Bogdan Nechifor — preotul Alexandru Rațiu, coleg de celulă al episcopului Hossu
- Toma Enache — preotul Nicolae Brânzeu, coleg de celulă al episcopului Hossu
- Cristian Bota — preotul Alexandru Todea, deținut în închisoarea Sighet
- Ovidiu Niculescu — colonelul Vorobiov, ofițerul rus de securitate
- Valentin Popescu — ofițerul superior de securitate care-l vizitează pe Samoil Mârza
- Andrei Ciopec — șoferul ofițerului superior de securitate
- Mihai Bisericanu — Gheorghe Nenciu, președintele Departamentului Cultelor
- József Bíró — reprezentantul noilor autorități horthyste maghiare din Cluj
- Rareș Andrici